# El peregrino (película de 1923)
El peregrino (The Pilgrim) es una película muda estadounidense estrenada el 26 de febrero de 1923, producida por First National Film Company, protagonizada por Charles Chaplin y Edna Purviance.
Esta es la última película que coprotagoniza Edna Purviance con Charles Chaplin, y la última que este hace para First National.
En 1959 Chaplin incluyó El Peregrino entre las tres películas de The Chaplin Revue. En la reedición, aparecía la canción I'm Bound For Texas, escrita y compuesta por el mismo Chaplin, y cantada por Matt Monroe.

## Sinopsis
Chaplin es un preso que huye de la cárcel, y tras deshacerse de su traje de presidiario, se enfunda uno de reverendo para pasar desapercibido. Sin embargo, sus problemas comienzan cuando es confundido por el reverendo al que esperaban en la Iglesia del pueblo en el que se encuentra.

## Reparto
- Charles Chaplin - El reverendo.
- Edna Purviance - La señorita Brown.
- Kitty Bradbury - La señora Brown, madre de Edna.
- Syd Chaplin - Conductor de tren y padre del chico joven.
- Mack Swain - Diácono mayor.
- Mai Wells - Madre del chico joven.
- Dean Riesner - Chico joven.
- Loyal Underwood - Diácono menor.
- Charles Reisner - Howard Huntington y Crook.
- Tom Murray - Sheriff Bryan.
- Henry Bergman - Sheriff en el tren y hombre en la estación de tren.